# Tetrameles
Tetrameles, monotipski biljni rod, dio porodice Tetramelaceae. jedina je vrsta T. nudiflora, veliko dvodomno stablo rašireno po tropskoj Aziji i Queenslandu.
Naraste od 25 do 50 m. visine. Ponekad se uzgaja kao ukrasni drvo po parkovima. Drvo mu je slabije kvalitete, a koristi se za izradu privremenih nastambi, drvenih sanduka i kanua

## Sinonimi
- Anictoclea Nimmo
- Anictoclea grahamiana Nimmo
- Tetrameles grahamiana Wight
- Tetrameles horsfieldii Steud.
- Tetrameles rufinervis Miq.

- T. nudiflora
- T. nudiflora
- T. nudiflora
- T. nudiflora